# ACESat
ACESat es el nombre de un telescopio espacial todavía en proyecto. Este telescopio tendrá el objetivo exclusivo de detectar posibles planetas habitables en el grupo de estrellas más cercano a nosotros: Alfa Centauri.
La motivación para la creación de un telescopio espacial tan especializado es que claramente la noticia de una supuesta confirmación de un planeta habitable relativamente cercano, tendría connotaciones muy importantes para la humanidad. Sin embargo, se sabe que la probabilidad de encontrar un planeta habitable es muy baja, por lo que el proyecto incluye un telescopio de modestas dimensiones (y por tanto, modesto precio).
El peso del telescopio será de 45 kilogramos, e incluirá un espejo de 30 a 45 centímetros. Compárese este peso y tamaño con el telescopio espacial Hubble, que tiene un peso de 11 toneladas y un diámetro de 2,4 metros.
Sin embargo, este modesto telescopio (en comparación) será suficiente para detectar un planeta que orbite en la zona habitable de las estrellas Alfa Centauri A y Alfa Centauri B, de un tamaño de entre la mitad y el doble del tamaño de la tierra. Además, en caso de detectarlo, probablemente será capaz de detectar si existe agua, oxígeno o metano y aportar otros datos básicos como la existencia de nubes u océanos.
El telescopio buscará planetas solamente en las estrellas Alfa Centauri A y Alfa Centauri B, y dejará a un lado a la estrella menor del sistema, Próxima Centauri.
El proyecto es dirigido por Eduardo Bendek,de la NASA, tiene un costo de 175 millones de dólares y está planificado su lanzamiento a la órbita en el año 2020.